# Wiktor Bażenow
Wiktor Andriejewicz Bażenow (ros. Виктор Андреевич Баженов, ur. 6 sierpnia 1946 w Omsku) – rosyjski szablista reprezentujący ZSRR, srebrny medalista olimpijski i trzykrotny medalista mistrzostw świata.
Na igrzyskach olimpijskich w Monachium w 1972 roku reprezentacja ZSRR w składzie: Wiktor Bażenow, Władimir Nazłymow, Wiktor Sidiak, Eduard Winokurow i Mark Rakita zdobyła srebrny medal. Indywidualnie nie startował. Był to jego jedyny start olimpijski. Drużyna w tym samym składzie zwyciężyła na mistrzostwach świata w Wiedniu w 1971.
Podczas mistrzostw świata w Buenos Aires w 1977 roku wspólnie z Michaiłem Burcewem, Władimirem Nazłymowem, Aleksandrem Nikiszynem i Chusiejnem Ismaiłowem zwyciężył w zawodach drużynowych. W tej samej konkurencji zdobył również srebrny medal na mistrzostwach świata w Hamburgu rok później.
Odznaczony medalem „Za pracowniczą wybitność”. Po zakończeniu kariery pracował jako trener. W latach 1993–2003 prowadził rezerwy reprezentacji Rosji.
Jego córka, Irina Bażenowa, także uprawiała szermierkę.